# Scuola di Manchester (antropologia)
Nelle scienze etnoantropologiche è nota come Scuola di Manchester la corrente teorica che ruotava attorno al Dipartimento di Antropologia sociale dell'Università di Manchester fondato nel 1947 da Max Gluckman. 
Fu determinante negli anni 1950 e 1960 la spallata teorica che questa scuola portò al dominante Funzionalismo, specialmente nell'antropologia anglosassone. 
Le caratteristiche fondamentali dell'approccio proposto da questi antropologi erano:
- l'attenzione ai cambiamenti nei processi socioculturali, in contrapposizione al funzionalismo classico accusato di mostrare immobili le realtà studiate;
- l'enfasi posta sull'utilizzo di "case studies" (studio di casi), derivante in parte dalla provenienza di Gluckman dagli studi di giurisprudenza nei quali tale  metodo è ampiamente utilizzato;
- l'importanza attribuita al tema del conflitto (esplicito o meno nei comportamenti degli attori sociali), considerato come processo sociale fondamentale, motore dei "cambiamenti".

Molti degli antropologi considerati appartenenti a questa scuola teorica provenivano dalla ricerca in area africana, in particolare dall'esperienza del Rhodes-Livingstone Institute, come Victor Turner, Fredrik Barth, James Clyde Mitchell e lo stesso Gluckman che era direttore dell'istituto situato nella capitale della Rhodesia, Lusaka. Altri studiosi, soprattutto Edmund Leach, non appartennero né al Rhodes-Livingstone Institute né all'Università di Manchester ma, data l'affinità teorica e l'intenso dialogo (talvolta anche scontro) con gli antropologi mancuniani, essi vengono associati a tale scuola.
La situazione storica del processo di decolonizzazione africana fu una delle cause che portarono all'abbandono del vecchio stile antropologico che tendeva a rappresentare etnograficamente le società studiate come tradizionali, statiche e immutabili. Il tema dell'incontro con altre culture e dei mutamenti socioculturali che ne conseguono divenne giocoforza fondamentale in un contesto in profonda trasformazione come quello dell'Africa subsahariana.